# Hans van Dun
Johan Peter Adriaan (Hans) van Dun (Breda, 23 april 1934 – Heusden, 20 oktober 2016) was een Nederlandse lokale politicus van de KVP en later het CDA.
Na het gymnasium in Breda ging hij in Rotterdam naar de Rijksbelastingacademie welke opleiding hij in 1960 met succes voltooide. Tijdens een deel van die studie was hij voorzitter van het bestuur van het Corps van Studenten aan de Rijksbelastingacademie. Van Dun werkte vanaf medio 1960 bij 's Rijksbelastingen, en in 1963 werd hij economisch directeur bij de volkshogeschool Bouvigne in het gelijknamige kasteel in Breda. Later volgde zijn aanstelling tot algemeen directeur van wat intussen vormingscentrum en volkshogeschool Bouvigne was geworden. Daarnaast zat hij vanaf 1966 in de gemeenteraad van Breda. In 1970 vertrok hij bij Bouvigne en werd hij in Breda wethouder en geruime tijd loco-burgemeester. 
Kort daarop ging Bouvigne failliet met de gemeente Breda als een van de schuldeisers. Meerdere leden van de gemeenteraad waaronder KVP-raadsleden gaven aan het vertrouwen in hem op te zeggen vanwege zijn rol in dat faillissement. Tegen het bezwaar dat voor hem een dure afscheidsreceptie werd gegeven zou hij zich verdedigd hebben door te stellen dat dat gedaan was om crediteuren niet te verontrusten. Hij overleefde de motie van wantrouwen en zou tot 1985 wethouder blijven. Vanaf de zomer van 1978 was hij bovendien nog bijna een jaar lid van de Provinciale Staten van Noord-Brabant. 
In februari 1985 werd Van Dun benoemd tot burgemeester van Loon op Zand. Na een bezoek aan een nachtclub landde hij met zijn auto dronken in een sloot. Daarom werd hij in 1994 veroordeeld tot een boete van 1750 gulden (bijna achthonderd euro) en negen maanden ontzegging van de rijbevoegdheid. Mede daardoor kwam zijn positie onder druk te staan. Nadat alle fractievoorzitters van de gemeenteraad het vertrouwen in hem hadden opgezegd koos hij ervoor om per 1 januari 1995 ontslag te nemen als burgemeester. Toch waren veel inwoners van Loon op Zand niet gelukkig met dit ontslag, hetgeen bleek op de afscheidsrecepties in de verschillende kerkdorpen, die door inwoners spontaan werden georganiseerd. 
Op 20 oktober 2016 overleed hij in Heusden, waar hij na zijn ontslag ging wonen en waar hij nog actief was in enkele toeristische organisaties.